# وبا در یمن

وبا در یمن، در سال ۲۰۱۷ رو به گسترش است و براساس گزارش ماه ژوئن ۲۰۱۷ سازمان ملل متحد هیچ نقطه‌ای از یمن از سرایت وبا در امان نمانده است. گفته می‌شود یمن با بزرگ‌ترین شیوعِ وبا در جهان روبروست.
به گفته مؤسسه خیریه آکسفام منتشر شده در ژوئیه ۲۰۱۷ بیش از ۳۶۰۰۰۰ مورد مشکوک به وبا طی ۳ ماه گذشته در کشور جنگ‌زده یمن ثبت شده است. این گسترده‌ترین شیوع بیماری وبا در یک سال است. بر اساس گزارش سازمان بهداشت جهانی در اوایل اوت ۲۰۱۷ دو درصد جمعیت یمن(۴۲۶۶۲۵ نفر)، به وبا مبتلا شده‌اند. در عین حال براساس گزارش آماری سازمان ملل متحد روزانه پنج تا شش هزار نفر به این جمعیت اضافه می‌شود.
این شیوع به لحاظ سرعت انتشار و گستردگی، بزرگ‌ترین شیوع وبا در تاریخ مدرن محسوب می‌شود.

## بالاترین رکورد
این بیماری از زمان شروع تا هنگام گسترش آن در یمن در ماه آوریل ۲۰۱۷ باعث مرگ ۲ هزار تن از شهروندان یمن شد آن هم در کشوری که با مرگ، قحطی، سوءتغذیه و بیماری‌های ناشی از یک جنگ دست و پنجه نرم می‌کرد.
بیم آن می‌رود که تعداد کسانی که در یمن به این بیماری آلوده شوند به ۶۰۰۰۰۰ نفر برسد که این عدد از شروع ثبت موارد ابتلای این بیماری در سال ۱۹۴۹ یک رکورد محسوب می‌شود.
رکورد ثبت شده قبلی مربوط به کشور هاییتی است که تعداد ۳۴۰۰۰۰ مورد آلوده به وبا در سال ۲۰۱۱ در آن کشور گزارش شد.
سازمان بهداشت جهانی در ژوئیه ۲۰۱۷ اعلام کرد، روزانه پنج هزار نفر در یمن به وبا مبتلا می‌شوند.

## مرگ و میر روزانه
بنا به گزارش مؤسسه خیریه «آکسفام» انگلیس، تقریباً در هر ساعت یک نفر در یمن به‌دلیل ابتلا به بیماری وبا جان خود را از دست می‌دهد. این مؤسسه طی بیانیه‌ای ضمن هشدار نسبت به تشدید خطر ابتلا به بیماری وبا و افزایش آمار مرگ و میر، اعلام کرد: «شیوع این بیماری به‌دنبال گسترش درگیریهای داخلی یمن که به بخش بهداشت و سیستم‌های آب و فاضلاب این کشور آسیب می‌رساند، طی ۲سال اخیر پدید آمده و ادامه یافته است».
در این بیانیه اضافه شده است که اگر «این وضعیت در اسرع وقت تحت کنترل در نیاید، یکی از وحشتناک‌ترین حوادث قرن به‌وقوع خواهد پیوست». براساس گزارش گاردین در اوت ۲۰۱۷، ساکنان مناطق تحت کنترل حوثی‌ها ۷۰ درصد بیشتر از ساکنان دیگر مناطق با خطر ابتلا به وبا روبرو هستند.

## افزایش شمار قربانیان
سازمان بهداشت جهانی با انتشار آخرین آمار تلفات بیماری وبا در یمن در اواخر ژوئیه ۲۰۱۷ اعلام کرد: «از زمان شیوع بیماری وبا در یمن در ۲۷ آوریل تاکنون بیش از ۳۲۰ هزار مورد مشکوک ابتلا به این بیماری مشاهده شده و تعداد قربانیان در مناطق مختلف به هزار و ۷۴۲ نفر رسیده است.»
بیماری وبا در ۲۱ استان از ۲۲ استان یمن شیوع یافته و تنها در استان مجمع الجزایر سقطرا دیده نشده است.
در این گزارش با اشاره به محرومیت دو سوم مردم یمن از آب آشامیدنی سالم و عدم جمع‌آوری زباله‌ها، این امر را باعث شیوع گسترده این بیماری در این کشور دانست.
براساس گزارش‌های منتشر شده کودکان به‌طور خاص بیشتر در معرض ابتلا به این بیماری بوده‌اند همچنین گفته می‌شود بیمارستان‌های یمن توانایی مقابله با حجم بالای مراجعان مبتلا را ندارند و خارج از ظرفیت خود مریض پذیرفته‌اند. براساس گزارش اوایل اوت ۲۰۱۷ سازمان بهداشت جهانی آمار مبتلایان به وبا در یمن به ۴۲۶۶۲۵ نفر رسیده است و روزانه پنج تا شش هزار نفر به این جمعیت اضافه می‌شود.

## شیوع

تجسم نشان دهنده پیشرفت شیوع وبا در یمن، از مه ۲۰۱۷ تا فوریه ۲۰۱۸

به دنبال «درگیری داخلی بین شورشیان حوثی و رژیم یمن به رسمیت شناخته شده بین‌المللی»، شیوع وبا در یمن در اوایل اکتبر ۲۰۱۶ آغاز شد و تا ژانویه ۲۰۱۷، دفتر منطقه‌ای WHO برای شرق مدیترانه (WHO EMRO) شیوع سریع و گسترده جغرافیایی آن را غیرعادی در نظر گرفت. سروتیپ از ' "vibrio cholerae" O1 درگیر Ougawa است.
اولین موارد عمدتاً در پایتخت، صنعا، و برخی در عدن بود. در اواسط ماه دسامبر، ۱۳۵ منطقه از ۱۵ استان موارد مشکوک را گزارش کرده بودند، اما نزدیک به دو سوم آنها به عدن، البیضاء، الحدیده و تعز محدود شده بودند. تا اواسط ژانویه ۲۰۱۷، ۸۰ درصد موارد در ۲۸ منطقه الضلعیه، الحدیده، حجه، لاهیج و تعز واقع شده است. در مجموع ۲۶۸ منطقه از ۲۰ استان تا ۲۱ ژوئن ۲۰۱۷ موارد ابتلا را گزارش کرده‌اند؛ بیش از نیمی از استان‌های امانات العسیمه (پایتخت صنعا)، ال- حدیده، عمران و حجه h، که همگی در غرب کشور قرار دارند. به‌طور خاص ۷۷٫۷ درصد موارد وبا (۳۳۹۰۶۱ از ۴۳۶۶۲۵) و ۸۰٫۷ درصد مرگ و میر ناشی از وبا (۱۵۴۵ از ۱۹۱۵) در استان‌های تحت کنترل حوثی رخ داده است، در مقایسه با ۱۵٫۴ درصد موارد و ۱۰٫۴ درصد مرگ و میر در استان‌های تحت کنترل دولت.
با استفاده از توالی یابی ژنومی، محققان مؤسسه سانگر خوش آمدید و انستیتو پاستور به این نتیجه رسیدند که سویه وبا از شرق آفریقا منشأ گرفته و توسط مهاجران به یمن منتقل شده است.

## فراخوان ارگان‌های بین‌المللی
سازمان ملل متحد در تاریخ ۲۵ ژوئن ۲۰۱۷ اعلام کرد که تعداد مبتلایان به بیماری وبا در یمن از مرز ۲۰۰ هزار نفر گذشت.
سازمان بهداشت جهانی و صندوق کودکان سازمان ملل متحد در ژوئن ۲۰۱۷ در بیانیه مشترکی اعلام کردند که نوع بیماری وبا رایج در یمن از بدخیم‌ترین نوع آن است و در نتیجه این بیماری تاکنون بیش از ۱۳۰۰ نفر جان خود را از دست داده‌اند و آمار تلفات رو به افزایش است. این دو نهاد اعلام کردند، برای جلوگیری از سرعت سرایت بیماری هرچه در توان دارند انجام خواهند داد.
سازمان بهداشت جهانی برای ارائه کمک‌های انسانی فوری از سراسر جهان برای جلوگیری از گسترش بیماری وبا در یمن فراخوان داد.
سخنگوی آنتونیو گوترش، دبیرکل سازمان ملل نسبت به شیوع بیماری وبا در یمن هشدار داد و گفت که بیماری وبا را خدا نازل نکرده است. وی گفت: «همه کسانی که انگشت‌شان روی ماشه است، باید بی‌درنگ به تیراندازی خاتمه دهند و به دنبال یافتن یک راه حل سیاسی برای یمن باشند.»
استفن اوبرین، هماهنگ‌کننده کمک‌های اضطراری سازمان ملل به مشکل عدم پرداخت رقم تصویب شده اشاره کرد و گفت: «در ماه آوریل تصمیم گرفته شد که دو میلیارد و یک صد میلیون دلار کمک انسان‌دوستانه به یمن اختصاص یابد. اما در واقع تنها ۳۰ درصد از این رقم پرداخت شده است. او می‌گوید ما در یمن احتیاج به حمایت مالی داریم.»
پیتر ماوریر، رئیس کمیته بین‌المللی صلیب سرخ در ژوئیه ۲۰۱۷ اعلام کرد انتظار می‌رود با ادامه روند فعلی شمار بیماران مبتلا به وبا در این کشور تا پایان سال ۲۰۱۷ به ۶۰۰ هزار نفر برسد. وی که به‌دنبال شیوع بی‌سابقه وبا در این کشور، شخصاً به منطقه سفر کرده است گفت: «جنبه اندوهناک‌تر ماجرا اینجاست که وبا یک بیماری قابل پیشگیری است و آنچه در یمن رخ داده، یک «فاجعه انسانی و ساخته بشر» است.»
نماینده ویژه دبیرکل سازمان ملل برای یمن در ۱۸ اوت ۲۰۱۷ گفت: سطح بیماری‌ها و اپیدمیها در یمن بی‌سابقه است. وی اضافه کرد: کسی که از وبا جان سالم به در می‌برد از عوارض جانبی «وبای سیاسی» که یمن را تحت تأثیر قرار داده و مانع مسیر بسوی صلح است رنج می‌برند.